# Протест на тридесет и деветимата
Протестът на 39-имата е протест на 39 народни представители срещу приемането на Конституцията на Република България от VII велико народно събрание (ВНС) през май – юли 1991 г., който се изразява в напускане заседанията на парламента. Депутатите започват гладна стачка и в близост до сградата на Народното събрание организират палатков лагер, в градинката северно от църквата „Александър Невски“ към ул. „Московска“ около гроба на Иван Вазов зад църквата Света София (София). Към протестиращите 39-има се присъединяват и множество граждани. В следващите месеци палаткови лагери, гладни стачки и поредица от протестни митинги се провеждат из цялата страна.
Протестът понякога граматически неточно е наричан Протестът на 39-те.

## Предистория
Протестът е свързан с работата на ВНС и политическата криза, започнала според П. Цеков на 4 април 1991 г., когато 44 депутати от Съюза на демократичните сили (СДС) с декларация искат разпускането на парламента. В декларацията депутатите обясняват, че са обезпокоени от нарасналата безработица, липсата на свежи закони и т.н. В София се говори за съществуването на „План Клин“, разработен от тайните служби, предвиждащ създаване на псевдоопозиционни структури от близки на компартията среди. СДС прави ежедневни митинги пред църквата „Александър Невски“, а БСП приема декларация след декларация, в които обяснява, че „алтернативата на гражданския мир е гражданската война“. Скоро след това на 20 април излиза докладът на Анкетната комисия за досиетата на депутатите председателствана от Георги Тамбуев (т. нар. комисия „Тамбуев“) и на 23 и 24 април депутатите дебатират по него, а Стефан Савов, Георги Марков, Йордан Василев и Златка Русева обявяват, че „кракът им няма да стъпи“ повече в парламента. На 25 април 1991 г. Илич Цветков внася предложение за саморазпускане на ВНС.

## Развой
Протестът започва на 14 май 1991 г., когато 39-имата напускат заседанията на ВНС.

### Мотиви
Протестът е насочен срещу начина и лицата, които приемат конституцията. Целта е дестабилизиране и придобиване на мнозинство.
Депутатите се обявяват за разпускане на ВНС и приемане на Конституцията от „некомунистически“ парламент, тъй като ВНС, доминиран от представители на тоталитарната власт, няма моралното право за това.
Според Георги Петров, член на Конституционната комисия и участник в протеста, той е бил насочен „срещу бавното изготвяне на Конституцията и липсата на гаранции за наказване на виновните за тежкото икономическо положение“.
Иронично новата конституция бива наричана и „Дертлиловска конституция“ по аналогия с предишните конституции на страната (Димитровска, Живковска) с негативни конотации по името на Петър Дертлиев, председател на БСДП и член на СДС, останал в парламента и обявен за предател от политическите си партньори, и на Александър Лилов председател на БСП, бивш член на Политбюро на ЦК на БКП.
Общо взето конкретни текстови юридически възражения няма. Твърди се, че има множество недоразумения, заложени от комунистите, но те не се посочват поотделно. Има противопоставяне на определението „социална“ държава в преамбюла, което обаче е част от типична за съвременните (втората половина на XX век, Западна Европа) конституции триада демократична-социална-правова.

### Ескалация
Между 10 и 19 юли 1991 по идея на Стефан Савов 27 души от 39-имата провеждат гладна стачка. Исканията им са да няма задължително заклеване в новата конституция, тя да влезе в сила след референдум и ВНС да се саморазпусне.
Гладната стачка протича в палатков лагер в пространството около Храм-паметника „Александър Невски“.
Председателят (президент) Желю Желев посещава палатковия лагер и външно подкрепя колаборационистите. Критикуван е, че не следва предишната си позиция и за това, че същевременно призовавал за приемане на Конституцията, която давала възможност за усъвършенстване.
През 2010 г. в предговора към автобиографичната си книга „Въпреки всичко. Моята политическа биография“ Желев дава следната оценка на протеста на 39-имата:
| „ | Тяхната роля бе противоречива. От една страна, положителна... защото попарваше мераците на БСП Седмото Велико народно събрание да се трансформира в 36-о Обикновено народно събрание. Отрицателната беше пълното разбиване на коалицията СДС в навечерието на парламентарните избори за 36-о ОНС. | “ |

Бъдещият вицепрезидент Блага Димитрова емоционално изрича клетвата: „Който подпише конституцията, да му изсъхне ръката“.

### Приемане на Конституцията и заплахи
От общо 400 депутати във ВНС Конституцията е подписана от 313 от различни партии (вероятно заради несъгласието също на ДПС и БЗНС – Никола Петков). По този начин е приета на четвърто гласуване на 12 юли 1991 г. След гласуване на конституцията Седмото велико народно събрание приема функцията на обикновено народно събрание – до 2 октомври 1991 г., когато се саморазпуска. Конституцията влиза в сила от следващия ден. На 13 октомври 1991 г. се провеждат парламентарни избори за първото обикновено народно събрание на Република България – XXXVI народно събрание.
Срещу приемането на конституцията започва гражданско неподчинение. Следват заплахи за кървави сблъсъци. В деня на приемането има протестен митинг на т.нар. Площад „Демокрация“. Преобладават обаче мненията, че трябва да се върви конструктивно напред на база приетата Конституция. На 16 юли 1991 г. президентът Желев насрочва следващите избори – парламентарни и местни, но отхвърля идеята за референдум и приканва гладуващите да прекратят протеста си.
Удовлетворени от това, че предстоят избори, 39-имата прекратяват гладната стачка на 19 юли и се връщат в заседанията на парламента.

## Участници
Депутати във ВНС:
1. Андрей Андреев
2. Георги Баев
3. Йордан Василев
4. Стоян Ганев
5. Огнян Георгиев
6. Владислав Даскалов
7. Пламен Даракчиев
8. Венцислав Димитров
9. Спас Димитров
10. Владимир Джаферов
11. Илко Ескенази
12. Манол Журналов
13. Ясен Златков
14. Александър Йорданов
15. Тодор Колев
16. Зоя Комитова
17. Елка Константинова
18. Васил Костов
19. Георги Липовански
20. Владимир Манолов
21. Павел Мазълов
22. Кирил Маричков
23. Петър Марков
24. Георги Марков
25. Христо Марков
26. Венцеслав Медарски
27. Михаил Неделчев
28. Димитър Пенчев
29. Александър Праматарски
30. Мануш Романов
31. Златка Русева
32. Стефан Савов
33. Николай Слатински
34. Едвин Сугарев
35. Димитър Топлийски
36. Петко Търпанов
37. Илич Цветков
38. Янко Янков
39. Александър Янчулев

Заседанията на парламента напуска и Румен Данов, който обаче не се присъединява към 39-имата. На 16 май 39-имата стават 45, след като се присъединяват още депутати: Петър Берон, Георги Петров, Снежана Ботушарова, Еленко Божков. После ВНС напускат и други, сред които социалдемократът Александър Чирков. На 29 май Берон размисля и се връща отново в парламента.
В подкрепа на протеста се обявяват 159 интелектуалци. Блага Димитрова и Дончо Папазов са приети да се присъединят в палатковия лагер на протестиращите депутати, като участват в гладната стачка. От 11 юли към гладуващите се присъединяват и 21 кметове на столични райони, които гладуват в извънработно време.

## Отзвук
По времето на протеста във вестник „Демокрация“ се пише и за фалшификации на изборите за ВНС. 39-имата са критикувани, че с протеста си всъщност оставят на заден план темата и я прикриват чрез друг скандал.
След докладите на Комисията по досиетата, създадена в 2007 година, се установява, че голяма част от протестиращите са били агенти на ДС. Някои ги обявяват в първото разцепление на СДС (тогава съюз от партии) на СДС (движение), СДС-център и СДС-либерали (т.нар. седесета с тирета). Във вестник „Демокрация“ още тогава се изразяват съмнения дали не става дума за борба за власт в СДС, а не срещу конституцията, които обаче, според някои, стават причина за уволняване на тогавашния главен редактор на „Демокрация“ Волен Сидеров.
През 2001 година на представянето на книгата „Протестът на 39-те“ със съставители Вяра Николова и Ирен Рибарева депутатът от парламентарната група на Демократичната левица Иван Генов разкъсва книгата и упреква с неприлични изрази заместник-председателя на парламента Иван Куртев за представянето ѝ в парламента. Според последния обаче отсъствието на депутати от заседания в знак на протест е парламентарна практика по цял свят.